# Campaner barbat
El campaner barbat (Procnias averano) és una espècie d'ocell de la família dels cotíngids (Cotingidae) que habita zones boscoses localment al nord i sud-est de Veneçuela, zona limítrofa del nord-est de Colòmbia, Trinitat, sud-oest de Guyana i nord-oest i est del Brasil.